# Fromagerie Paul-Renard
De Fromagerie Paul-Renard was een kaasfabriek in het Oosten van Frankrijk, in Flogny-la-Chapelle in het departement Yonne. 
De kaasfabriek werd in 1926 gestart door François Paul-Renbard, een telg in een oud geslacht van kaasmakers. De fabriek werd gestart in een oude watermolen. De fabriek was succesvol omdat zij als een van de eersten de pasteurisatietechnieken, zoals ontwikkeld door Pasteur, toepasten.
De fabriek produceerde een aantal kazen met bekende namen: de Supreme des Ducs, de Pié d’Angloys en de Paille de Bourgogne.
Sinds 1991 was de Fromagerie Paul-Renard onderdeel van Bongrain SA. De fabriek werd gesloten in 2009.